# Ain't Talkin' 'bout Love
Ain't Talkin 'bout Love is een nummer van de Amerikaanse hardrockband Van Halen.
Het nummer is hoofdzakelijk bekend geworden door de pakkende, melodieuze gitaarintro die in heel het nummer terugkomt.
Eddie van Halen schreef het al een jaar voor de release van het debuutalbum van de groep maar vond het in eerste instantie niet de moeite waard om zijn bandleden te laten horen. Het nummer kwam ten slotte toch in 1978 op dat album uit en duurt 3 minuten en 50 seconden.

## Hitnoteringen

### NPO Radio 2 Top 2000
Ain't Talkin' 'bout Love stond alleen in 2021 in de NPO Radio 2 Top 2000, op plek 1979.